# Ajna Tiemirtasowa
Ajna Sułtanowna Tiemirtasowa (ur. 7 listopada 2000) – kazachska zapaśniczka walcząca w stylu wolnym. Zajęła siódme miejsce na mistrzostwach świata w 2019. Brązowa medalistka mistrzostw Azji w 2019. Piętnasta na igrzyskach wojskowych w 2019. Mistrzyni Azji juniorów w 2017 roku.